# Led Zeppelin III
Led Zeppelin III је трећи студијски албум енглеске рок групе Лед Зепелин. Oбјављен je 5. октобра 1970. године. Снимљен је на три локације. Велики део посла је обављен у Headley Grange, сеоској кући, користећи Rolling Stones Mobile Studio. Додатне сесије су одржане у Исланд Студиос и Олимпик Студиос у Лондону.
Као и код претходног албума, бенд је избегавао коришћење гостујућих музичара, а сву музику су изводили чланови бенда Роберт Плант (вокал), Џими Пејџ (гитаре), Џон Пол Џонс (бас, клавијатуре) и Џон Бонам (бубњеви). Опсег инструмената које је бенд свирао увелико је повећан на овом албуму, а Џонс се посебно показао као талентовани мултиинструменталиста и свирао је широк спектар клавијатура и жичаних инструмената, укључујући разне синтисајзере, мандолину и контрабас, поред својих уобичајених бас гитара. Као и на претходним албумима, Пејџ је био продуцент на албуму, а миксовање су урадили Енди Џонс и Тери Менинг.
Албум је показао напредовање од жанра уобичајеног рока ка народној и акустичној музици. Док су утицаји хард рока и даље били присутни, као на пример на „Immigrant Song“, песме засноване на акустици као што су „Gallows Pole“ и „That's the Way“ показале су да је Лед Зепелин способан да успешно изводи музику различитих стилова. Група је сама написала већину материјала, али као и код претходних плоча, укључила је две песме које су биле реинтерпретације ранијих дела: „Gallows Pole“, засновану на традиционалној енглеској народној песми, америчког певача Фреда Герлаха; и Hats Off to (Roy) Harper, прерада блуз песме Бука Вајта. Акустични материјал се развио из сесије писања песама између Планта и Пејџа у колиби у Велсу, што је утицало на музички правац албума.
Албум је био један од најишчекиванијих 1970. године. Одмах по објављивању био је комерцијални успех одмах и нашао се на врху британских и америчких топ листа. Иако су многи критичари у почетку били збуњени због промене музичког стила и дали су албуму помешане реакције, Led Zeppelin III је од тада признат као важан догађај у историји бенда и прекретница у њиховој музици.

## Историјат
До 1970. Лед Зепелин је постигао комерцијални успех и у Великој Британији и у САД са своја два албума. Били су одлучни да оду на прави годишњи, пошто су снимили већину Led Zeppelin II на различитим локацијама током турнеје, финансирајући сесије продајом албума и рачунима за турнеју. Након исцрпљујуће концертне турнеје по Северној Америци тог пролећа, певач Роберт Плант препоручио је гитаристи и продуценту Џимију Пејџу да се повуку у Брон-Ир-Аур, викендицу из 18. века у Сноудонији, у Велсу, на врху брда са погледом на долину Дифи, 4,8 километара северно од трговачког места Мачинлет. Плант је тамо провео празнике са својом породицом.
Место није имало текућу воду или струју, што је подстакло благу промену музичког правца бенда ка нагласку на акустичним аранжманима. Пејџ је касније објаснио да је спокој Брон-Ир-Аур-а био у оштром контрасту са континуираним турнејама из 1969. године, утичући на укупан тон писања песама и доминацију акустичних гитара. На његово свирање утицали су фолк гитаристи Дејви Грејем и Берт Јанш, који су редовно користили алтернативне штимове гитаре. Плант је такође подсетио да је бенд био опседнут променама и да је уживао у слушању Џона Фахија. Бенд је посебно желео промену смера, како би показао да могу да свирају било који стил музике који желе.

## Песме
А страна
| №  | Назив                      | Трајање |  |
| 1. | Immigrant Song             | 2:26    |  |
| 2. | Friends                    | 3:55    |  |
| 3. | Celebration Day            | 3:29    |  |
| 4. | Since I've Been Loving You | 7:25    |  |
| 5. | Out on the Tiles           | 4:04    |  |

Б страна
| №               | Назив                    | Трајање |  |
| 1.              | Gallows Pole             | 4:58    |  |
| 2.              | Tangerine                | 3:12    |  |
| 3.              | That's the Way           | 5:38    |  |
| 4.              | Bron-Y-Aur Stomp         | 4:20    |  |
| 5.              | Hats Off to (Roy) Harper | 3:41    |  |
| Укупно трајање: | Укупно трајање:          | 43:04   |  |